# アレン・ガーフィールド
アレン・ガーフィールド（Allen Garfield、本名：アレン・ゴーウィッツ（Allen Goorwitz）、1939年11月22日 - 2020年4月7日）は、アメリカ合衆国の俳優。一時期は本名名義で活動していた。

## 来歴
ニュージャージー州ニューアークに生まれる。地元のウィークェイック高校を卒業後はスポーツ・レポーターをつとめたり、アマチュアボクシング大会のゴールデングローブに出場したりした。
ニューヨークのアクターズ・スタジオに入り、リー・ストラスバーグやエリア・カザンのもとで演技を学んだ。映画とテレビを合わせて100本以上の作品に出演したと言われている。
2020年4月7日、『ナッシュビル』で夫婦を演じたロニー・ブレイクリーのFacebookにて、アレンが2019新型コロナウイルス（COVID-19）が原因で死去したことが報じられた。80歳没。
アレンは近年、モーションピクチャー&テレビジョン基金（MPTF）がロサンゼルス郊外、ウッドランドヒルズに設立した保養施設、MPTFハウス&ホスピタルで生活していたが、この施設で院内アウトブレイクが発生。アレンの他にも、撮影監督のアレン・ダヴィオー、アニメーターのアン・サリヴァンなどがこの院内感染で亡くなっている。

## 主な出演作品
| 公開年 | 邦題 原題                                     | 役名                      |
| ------ | --------------------------------------------- | ------------------------- |
| 1970   | フクロウと子猫ちゃん The Owl and the Pussycat |                           |
| 1971   | パパ/ずれてるゥ! Taking Off                   | ノーマン                  |
| 1971   | ウディ・アレンのバナナ Bananas                | 十字架の男                |
| 1971   | さらば青春の日 Believe in Me                  | スタッター                |
| 1971   | 泣く女 Cry Uncle!                             | ジェイク・マスターズ      |
| 1972   | 候補者ビル・マッケイ The Candidate            | ハワード・クライン        |
| 1973   | Slither                                       | ヴィンセント・J・パルマー |
| 1974   | 破壊! Busting                                 | カール・リッツォ          |
| 1974   | カンバセーション…盗聴… The Conversation       | ウィリアム・P・モラン     |
| 1974   | フロント・ページ The Front Page               | クルーガー                |
| 1975   | ナッシュビル Nashville                        | バーネット                |
| 1976   | 面影 Gable and Lombard                        | ルイス・B・メイヤー       |
| 1976   | 走れ走れ!救急車! Mother, Jugs & Speed         | ハリー・フィッシュバイン  |
| 1978   | Skateboard                                    | マニー・ブルーム          |
| 1978   | ブリンクス The Brink's Job                    | ヴィニー・コスタ          |
| 1980   | スタントマン The Stunt Man                    | サム                      |
| 1980   | ワン・トリック・ポニー One-Trick Pony         | キャル・ヴァン・ダンプ    |
| 1981   | Oh!ベルーシ絶体絶命 Continental Divide        | ハワード・マクダーモット  |
| 1982   | ことの次第 Der Stand der Dinge                | ゴードン                  |
| 1982   | ワン・フロム・ザ・ハート One from the Heart   | レストラン店主            |
| 1984   | コットンクラブ The Cotton Club                | アッバダッバ・バーマン    |
| 1984   | りんご白書 Teachers                           | カール・ローゼンバーグ    |
| 1987   | ビバリーヒルズ・コップ2 Beverly Hills Cop2    | ハロルド・ラッツ警察長    |
| 1989   | のるかそるか Let It Ride                      | グリーンバーグ            |